# Ali Badavi
Ali Badavi (Ahvaz, 20 gennaio 1982) è un ex calciatore iraniano, di ruolo difensore.

## Carriera

### Club
Ha sempre giocato nel campionato iraniano.

### Nazionale
Con la maglia della Nazionale ha collezionato 24 presenze tra il 2002 e il 2005.

## Palmarès
- Giochi asiatici: 1

2002